# Stenasilus
Stenasilus is een vliegengeslacht uit de familie van de roofvliegen (Asilidae).

## Soorten
- S. brasiliensis (Schiner, 1867)
- S. impendens (Wiedemann, 1828)
- S. lutipes (Wiedemann, 1828)
- S. tenuis (Wiedemann, 1828)
- S. varipes (Schiner, 1867)